# All'ombra delle fanciulle in fiore
All'ombra delle fanciulle in fiore (À l'ombre des jeunes filles en fleurs) è il secondo volume dell'opera di Marcel Proust Alla ricerca del tempo perduto (À la recherche du temps perdu). Il romanzo venne pubblicato solo nel 1918 dall'editore Gallimard, sei anni dopo il primo volume dell'opera, a causa dello scoppio della prima guerra mondiale.
Nel 1919 il romanzo ricevette il premio Goncourt.

## Titolo
Come accade in tutti i volumi dell'opera, anche in questo volume il suo titolo e quello delle sezioni in cui esso è suddiviso sono strettamente collegati agli avvenimenti narrati dall'autore. 
“Le fanciulle in fiore” infatti sono un gruppo di ragazze che il protagonista incontrerà a Balbec e tra le quali troverà un nuovo amore.
Il titolo originario a cui l'autore aveva pensato era diverso, Le colombe pugnalate.

## Trama
Il volume è suddiviso in due sezioni: "Nel giro della Signora Swann" ("Autour de Madame Swann") e "Nomi di paesi: Il paese" ("Noms de pays: Le pays").

### Nel giro della Signora Swann
La prima sezione è incentrata su Odette Swann, moglie di Swann e madre della donna di cui si è innamorato il narratore, Gilberte. In questo volume, l'autore racconta delle conoscenze da lui fatte tra Combray e Parigi, di cui le più importanti sono sicuramente quella con il suo idolo letterario, lo scrittore Bergotte, e quella con una delle sue attrici preferite, la Berma. Marcel incontra Berma la prima volta che va a teatro, quando ella interpreta la parte della protagonista del dramma teatrale Fedra (Phèdre) di Racine.
Segue poi la descrizione da parte dell'autore del rapporto importante tra lui e Gilberte, una ragazza con la quale aveva vissuto una storia d'amore nel periodo dell'adolescenza. In seguito il narratore si presenta alla famiglia Swann e, dopo questo avvenimento, nell'opera è presente una lunga descrizione del suo rapporto con il signor Charles Swann e la moglie di quest'ultimo, Odette de Crécy. Charles Swann prende in simpatia il narratore, trattandolo in modo amichevole, proprio come fa sua figlia. Odette chiede al narratore di farle visita più spesso, a patto che lui non sia ancora innamorato di Gilberte, con la quale ha litigato. Infatti il protagonista è ancora innamorato di costei, ma non è corrisposto, proprio per questo il loro rapporto andrà esaurendosi sempre di più, fino a terminare del tutto quando Marcel deciderà di andarsene a Balbec.

### Nomi di paesi: Il paese
Nella seconda sezione, l'autore soggiorna per un certo periodo con la nonna e la domestica Françoise in un hotel di Balbec. All'inizio Marcel, non conoscendo nessuno del luogo, passa molto tempo da solo, parlando al massimo con alcuni amici della nonna. In seguito conosce il pittore Elstir, amico di Madame Verdurin, ed il giovane Robert de Saint-Loup, che è imparentato con la famiglia Guermantes e presenta Marcel ad un componente della famiglia, lo zio, il barone di Charlus. Inoltre Marcel fa amicizia anche con un gruppo di fanciulle, che si fanno chiamare “fanciulle in fiore”. Di questa comitiva fanno parte Andrée, Rosemonde e Albertine, le quali osservavano il protagonista già da un po' di tempo prima di conoscerlo. Tra queste ragazze l'autore si innamora di Albertine e inizialmente si diverte a farla ingelosire, facendosi vedere insieme all'amica Andrée.

## Edizioni italiane
- All'ombra delle fanciulle in fiore, trad. di Franco Calamandrei e Nicoletta Neri, Collana Supercoralli, Torino, Einaudi, 1949; Collana Il Bosco, Milano, Mondadori, 1957-1963; a cura di Paolo Serini, Collana Nuova Universale Einaudi n.27, 1963; Nuova ed. sul testo stabilito da Pierre Clarac e André Ferré a cura di Mariolina Bongiovanni Bertini, Collana Gli struzzi n.178, Einaudi, 1978.
- All'ombra delle fanciulle in fiore, trad. di Giovanni Raboni, a cura di Luciano De Maria, Collezione I Meridiani, Milano, Mondadori, 1983, 1986, 1998.
- All'ombra delle fanciulle in fiore, trad. di Maria Teresa Nessi Somaini, Introduzione di Roland Barthes, con un saggio su «Proust e la critica francese», Collana I Classici della BUR, Milano, Rizzoli, 1986; Milano, CDE, 1989; parti introduttive di Bernard de Fallois, Euroclub, 1991; Collana La Grande Biblioteca, Milano, Fabbri Editori, 1994; Collana I Grandi Classici della Letteratura Straniera, Fabbri Editori, 1997; Collana Biblioteca del Novecento, Fabbri Editori, 2012.
- All'ombra delle fanciulle in fiore, trad. di Francesca Cappelletti e Adriana Capriotti, La Spezia, Fratelli Melita Editori, 1988, ISBN 88-403-6082-4.
- in Alla ricerca del tempo perduto, vol. I, Collezione I Grandi Maestri, Roma-Firenze, Gherardo Casini Editore, 1988.
- All'ombra delle fanciulle in fiore, trad. di Maura Del Serra, Alessandra, Orsa Maggiore, 1990; a cura di Paolo Pinto e Giuseppe Grasso, Collana Grandi Tascabili Economici, Roma, Newton Compton, 1990.
- All'ombra delle fanciulle in fiore, trad. di R.A.R. Costanzo, Collana I Grandi Classici, Liberamente, 2021, ISBN 978-88-631-1466-9.
- All'ombra delle fanciulle in fiore, Collana Grande Biblioteca, Santarcangelo di Romagna, 2022, ISBN 978-88-180-3432-5.
- All'ombra delle fanciulle in fiore, trad. e cura di Luca Salvatore, Collana UEF. I Classici, Milano, Feltrinelli, 2025, ISBN 978-88-079-0482-0.